# Lagonosticta umbrinodorsalis
La amaranta de Chad (Lagonosticta sanguinodorsalis) es una especie de ave paseriforme de la familia Estrildidae endémica de la sabana sudanesa oriental, de Camerún y Chad. Anteriormente se clasificaba como una subespecie de la amaranta de Jameson (L. rhodopareia), pero en la actualidad se consideran especies separadas.

## Descripción
La amaranta de Chad mide, aproximadamente, entre 10 y 11 centímetros de largo. Es un pájaro rechoncho con plumaje gris y rojo, y las hembras son habitualmente más parduzcas que los machos. El macho en plumaje reproductivo tiene el plumaje principalmente de color rojo rosáceo intenso, más oscuro en las partes superiores. Su píleo y nuca son grises y su bajo vientre es oscuro. Su pico es cónico, grueso y de color gris, al igual que sus patas. Las hembras son similares a los machos pero de tonos ligeramente más apagados, claros y parduzcos. Los juveniles son castaños en las partes superiores y anteados en las inferiores, con algo de rojo rosado en el obispillo.
La amaranta de Jameson es similar pero carece de gris en el píleo y la nuca, y además sus áreas de distribución no solapan. La amaranta roquera también es parecida, pero tiene gris solo en el píleo, y su pico tiene una mancha gris clara en la base de la mandíbula inferior.

## Distribución y hábitat
Se encuentra únicamente en el extremo occidental de la sabana sudanesa oriental, en el norte de Camerún y el extremo noroccidental de Chad, en el noroeste de África Central.